# Anathallis gehrtii
Anathallis gehrtii là một loài thực vật có hoa trong họ Lan. Loài này được (Hoehne & Schltr.) F.Barros mô tả khoa học đầu tiên năm 2004.